# Fear Street Part Two: 1978
Fear Street Part Two: 1978 é um filme estadunidense de 2021 dos gêneros terror e slasher, dirigido por Leigh Janiak, com um roteiro coescrito por Janiak e Zak Olkewicz, a partir de uma história original de Janiak, Olkewicz e Phil Graziadei, baseado na série de livros homônima do escritor R. L. Stine. É a segunda parte da trilogia Fear Street depois da Part One: 1994, lançado em 9 de julho de 2021, distribuído pela Netflix. Estrelado por Sadie Sink, Emily Rudd, Ryan Simpkins, McCabe Slye, Ted Sutherland, Gillian Jacobs, Kiana Madeira, Benjamin Flores Jr. e Olivia Scott Welch. O filme segue um grupo de adolescentes que vão passar as férias de verão no Acampamento Nightwing, mas quando um assassino está a solta, todos precisam lutar para sobreviver.
Produzido pela Chernin Entertainment, uma adaptação cinematográfica de Fear Street começou a ser desenvolvida na 20th Century Fox em 2015, com Janiak contratado em 2017. As filmagens da trilogia ocorreram consecutivamente de março à setembro de 2019 na Geórgia, com uma ideia de lançamento nos cinemas a partir de junho de 2020. No entanto, devido à pandemia de COVID-19 e à aquisição da 21st Century Fox pela Disney, a Chernin Entertainment encerrou seu acordo de distribuição com a 20th Century Studios e vendeu os direitos para a Netflix em agosto de 2020.
Fear Street Part Two: 1978 estreou no Los Angeles State Historic Park em 8 de julho de 2021 e foi lançado pela Netflix em 9 de julho de 2021. O filme recebeu críticas geralmente positivas dos críticos, que elogiaram o roteiro, a direção e as performances de Pia, Rudd e Simpkins. A parte final da trilogia, Part Three: 1666, foi lançada em 16 de julho.

## Enredo

### 1994
Em 1994, Deena e Josh levam Sam, que está possuída, e viajam para a casa de C. Berman em busca de ajuda. Inicialmente relutante, Berman permite que eles entrem e começa a recontar os eventos do massacre de verão no Acampamento Nightwing.

### 1978
Em 12 de julho de 1978, Ziggy Berman, uma adolescente de Shadyside, é acusada de roubo por Sheila, uma campista de Sunnyvale, e seus amigos. Eles a amarram a uma árvore e começam a queimá-la com um isqueiro, antes que os conselheiros do acampamento Nick Goode e Kurt intervenham. Cindy Berman, a irmã mais velha de Ziggy, e seu namorado Tommy Slater, estão limpando o refeitório quando a enfermeira Mary Lane, mãe de Ruby Lane, ataca Tommy, dizendo que ele morrerá naquela noite, antes que ela seja removida do acampamento. Os adolescentes de Sunnyvale acreditam que ela foi possuída por Sarah Fier, assim como sua filha. Mais tarde, ela e Tommy vão à enfermaria para investigar seus motivos, onde encontram os conselheiros Alice, ex-amiga de Cindy, e seu namorado Arnie fazendo sexo. Eles encontram o diário de Lane que diz que Fier fez um acordo com o Diabo cortando sua mão na pedra de Satanás, ganhando assim a vida eterna. Eles também encontram um mapa no diário que leva à antiga casa de Fier.
Quando o grupo chega à casa, eles encontram túmulos vazios escavados pela enfermeira Lane e descobrem a marca da bruxa abaixo da casa. Alice e Cindy encontram uma parede esculpida com os nomes de todos os assassinos de Shadyside, e o nome de Tommy está incluído. Tommy, agora possuído, mata Arnie com um machado. Ele persegue as garotas, mas elas escapam pela entrada de uma caverna, ficando presas. No acampamento, Nick ajuda Ziggy a pregar uma peça em Sheila e trancá-la no banheiro externo. Os dois se unem e desenvolve um interesse romântico. Tommy chega ao acampamento e mata vários campistas de Shadyside, incluindo a conselheira Joan, que estava tendo um caso com Kurt, conselheiro de Sunnyvale. Nick leva os campistas para o refeitório, antes de sair para encontrar os outros, enquanto Ziggy vai encontrar Sheila, que ficou presa no banheiro. Nick instrui Kurt a levar os campistas sobreviventes até o ônibus e tocar a campainha antes de saírem para alertar os outros.
Enquanto isso, Cindy e Alice tentam escapar dos túneis usando a marca da bruxa no diário como um mapa. Eles se deparam com uma pilha de órgãos espancados, que, quando Alice os toca, traz flashbacks de todos os assassinos do passado e suas vítimas. Depois que Alice machuca a perna, ela se reconcilia com Cindy e as duas tentam escapar por baixo do banheiro externo. Depois de lutar contra Sheila e deixá-la inconsciente, Ziggy e o conselheiro Gary tentam resgatar Alice e Cindy, porém Tommy aparece e decapita Gary. Ziggy foge e se esconde com Nick, mas os dois são encontrados por Tommy. Ele fere Nick, mas Ziggy foge para o refeitório e toca "Carry On Wayward Son" no toca-fitas para distrair Tommy. Enquanto o ônibus sai, Cindy encontra um caminho para o refeitório, enquanto Alice fica para trás. Enquanto isso, Tommy ataca Ziggy, mas Cindy intervém e o mata. Alice chega e diz a eles que encontrou a mão da bruxa debaixo da pedra.
O trio decide acabar com a maldição reunindo a mão de Sarah quando Ziggy sangra repentinamente na mão e tem uma visão de Sarah Fier. Isso desencadeia a maldição, ressuscitando vários assassinos de Shadyside. Tommy se levanta e mata Alice, mas Cindy o decapita. Ziggy e Cindy correm para a árvore onde a bruxa foi enforcada, com os assassinos de Shadyside em sua perseguição. Elas cavam e encontram uma pedra que diz "A bruxa vive para sempre". Os assassinos vêm e Cindy percebe que eles estão atrás de Ziggy. Ela larga a mão e se sacrifica. As duas são assassinadas e os assassinos desaparecem, até que Nick as encontram e salva Ziggy fazendo massagem cardíaca. No dia seguinte, a ambulância chega e recolhe os corpos das vítimas e leva Ziggy para o hospital, sendo revelado seu verdadeiro nome, Christine. Deena e Josh percebem que Christine é na verdade "Ziggy" Berman. Eles dizem a ela que encontraram o corpo da bruxa e agora, com a mão, podem acabar com a maldição. O acampamento foi transformado no shopping da cidade, onde Deena e Josh vão e encontram a mão embaixo da mesma árvore. Eles o levam para o local onde o corpo está enterrado e Deena reúne o corpo com a mão. O nariz de Deena sangra e ela tem uma visão onde ela está em 1666 e ela é a Sarah Fier.

## Elenco
- Sadie Sink como Christine "Ziggy" Berman
  - Gillian Jacobs como Christine "Ziggy" Berman (adulta)
- Emily Rudd como Cindy Berman
- Ryan Simpkins como Alice Hart
- McCabe Slye como Thomas "Tommy" Slater
- Ted Sutherland como Nicholas "Nick" Goode
  - Ashley Zukerman como Nicholas "Nick" Goode (adulto)
- Jordana Spiro como Mary Lane
- Chiara Aurelia como Sheila
- Jordyn DiNatale como Ruby Lane
- Michael Provost como Kurt
- Drew Scheid como Gary
- Marcelle LeBlanc como Becky
- Brandon Spink como William "Will" Goode
  - Matthew Zuk como William "Will" Goode (adulto)
- Sam Brooks como Arnie
- Jacqui Vené como Joan
- Kiana Madeira como Deena Johnson
- Olivia Scott Welch como Samantha "Sam" Fraser
- Benjamin Flores Jr. como Joshua "Josh" Johnson
- Elizabeth Scopel como Sarah Fier
- Julia Rehwald como Katherine "Kate" Schmidt[a]
- Fred Hechinger como Simon Kalivoda[b]

## Produção
Em 9 de outubro de 2015, o TheWrap relatou que um filme baseado na série de livros Fear Street, do escritor R. L. Stine, estava sendo desenvolvido pela 20th Century Studios (então conhecido como 20th Century Fox antes de sua aquisição pela Disney) e a empresa Chernin Entertainment. O roteirista Zak Olkewicz foi contratado para escrever o roteiro do segundo filme, enquanto Kyle Killen e Silka Lusia foram designados para a Part One e a Part Three, respectivamente. Em julho de 2017, Leigh Janiak foi contratada para liderar o projeto, dirigindo e reescrevendo os filmes. Janiak supervisionou uma sala de roteiristas com seu parceiro de roteiro, Phil Graziadei. Em janeiro de 2019, Alex Ross Perry estava combinado para dirigir a segunda parte. Em março daquele ano, Perry deixou o cargo, e Janiak foi confirmada como diretora dos três filmes, uma trilogia ambientada em diferentes períodos de tempo e filmada consecutivamente, com a intenção de lançar os filmes com um mês de intervalo.
Em abril de 2019, Gillian Jacobs, Sadie Sink, Emily Rudd e McCabe Slye se juntaram ao elenco. Em março de 2019, as filmagens começaram em Atlanta e East Point, Geórgia. A produção também ocorreu no Hard Labor Creek State Park, em Rutledge, em agosto de 2019. Apesar de ser o segundo filme da trilogia, 1978 foi o último dos três filmes a ser filmado. As filmagens terminaram em setembro de 2019.

## Lançamento
O primeiro filme da trilogia estava programado para ser lançado nos cinemas em junho de 2020, mas foi adiado por causa da pandemia de COVID-19. Em abril de 2020, a Chernin Entertainment encerrou seu acordo de distribuição com a 20th Century Studios e fez um acordo inicial de vários anos com a Netflix. Em agosto de 2020, a Netflix havia adquirido os direitos de distribuição da trilogia Fear Street. O filme estreou no Los Angeles State Historic Park em 8 de julho de 2021 antes de ser lançado na Netflix em 9 de julho de 2021.

## Recepção
No site agregador de resenhas Rotten Tomatoes, o filme possui um índice de aprovação de 88% com base em 106 críticas, com uma classificação média de 6,9/10. O consenso dos críticos do site afirma: "Uma reviravolta inteligente e subversiva no terror slasher, Fear Street Part II: 1978 mostra que o acampamento de verão nunca foi tão assustador graças às atuações estelares de Sadie Sink, Emily Rudd e Ryan Simpkins". Para o Metacritic, que atribuiu uma pontuação média ponderada de 61% em 100 com base em 16 críticas, o filme recebeu "críticas geralmente favoráveis".
Natalia Winkelman, em sua resenha da trilogia Fear Street para o The New York Times, descreveu 1978 como o filme mais forte da trilogia e escreveu: "a mudança de cenário garante que a "Parte Dois" não pareça um clone da "Parte Um"." Escrevendo para a Empire, Ian Freer deu ao filme uma pontuação de 3 estrelas de 5, escrevendo: "Pode não desenrolar tão bem quanto a Part One: 1994, mas consolida a ideia de que contar uma narrativa em longas-metragens... pode ser um modo frutífero para narrativas longas e ambiciosas", mas afirmou: "À medida que a trama divide os adolescentes, há pouca interação envolvente entre os amigos da primeira parte e, com apenas um tipo de maníaco à solta, as próprias mortes parecem iguais, menos imaginativas."
Lovia Gyarkye, do The Hollywood Reporter, descreveu o filme como sendo "sua própria aventura emocionante que mostra um elenco dinâmico de personagens e revela muitos e muitos assassinatos sangrentos". Ela concluiu: "Para mim, as melhores partes de Fear Street Part 2 são aquelas em que o drama adolescente ocupa o centro do palco — desde os pares românticos ilícitos às brigas e brincadeiras malucas. Os puristas de gênero ficarão aliviados que nada disso venha às custas de medonhas cenas de assassinato; Janiak não poupa ninguém e o que não faltam são mortes aleatórias." Kevin Maher do The Times deu ao filme uma pontuação de 3 estrelas de 5, escrevendo: "Assim como na primeira obra, a diretora Leigh Janiak se mostra uma estilista impecável, entregando tons suaves dos anos 1970, sustos judiciosamente julgados e músicas incessantes de meia-viagem".
Nick Allen do RogerEbert.com deu ao filme uma pontuação de 2 de 4 estrelas. Ele escreveu que a "gravação é de primeira qualidade", e elogiou a trilha de Marco Beltrami e Brandon Roberts, mas concluiu que o filme é "uma chatice frustrante—um slasher de acampamento de verão que tem medo de campismo e que seria mais adequado para sessões de terapia em grupo do que festas do pijama." Barry Hertz do The Globe and Mail escreveu: "Embora a Parte Um seja uma adição suficiente ao renascimento slasher de meados da década de 1990... A Parte Dois prova que o todo o empreendimento de Fear Street poderia facilmente ter mantido suas ambições de salto no tempo para um festival de matança de duas horas", acrescentando: "o grande e sangrento problema com a Parte Dois é que, ao fazer um filme de terror ambientado em um acampamento de verão dos anos 1970 com uma contemporânea perspectiva e orçamento, a diretora Leigh Janiak se preparou para o fracasso."

## Sequência
A trilogia continua com a Part Three: 1666, que foi lançada em 16 de julho de 2021.